# Deltona
Deltona je město na Floridě ve Spojených státech amerických, ležící v okresu Volusia County. Roku 2010 zde žilo 85 182 lidí, což oproti sčítání o deset let dříve, kdy zde žilo 69 543 lidí, znamenalo nárůst o 22,5 %. V oblasti dnešního města Deltona žili dříve Timukuové. Město bylo založeno roku 1962 pod názvem Deltona Lakes, od roku 1995 nese název City of Deltona.